# الوجية (العدين)

تعديل مصدري - تعديل

الوجية محلة تابعة لقرية الجازعة، التابعة لعزلة السارة بمديرية العدين إحدى مديريات محافظة إب في الجمهورية اليمنية، بلغ تعداد سكانها 363 حسب تعداد اليمن لعام 2004.